# الرعاية الصحية في تايلاند
«الرعاية الصحية في تايلاند» تُشرف عليها وزارة الصحة العامة (MOPH) بالتعاون مع عدة هيئات حكومية غير وزارية. يوفر النظام الصحي في تايلاند رعاية صحية شاملة لجميع المواطنين التايلانديين من خلال ثلاثة برامج حكومية. وتساعد المستشفيات الخاصة في دعم هذا النظام، خاصة في بانكوك والمناطق الحضرية الكبيرة، وتعد تايلاند واحدة من الوجهات الرائدة في العالم للسياحة العلاجية. ومع ذلك، فإن الحصول على الرعاية الطبية في المناطق الريفية لا يزال متأخرًا كثيرًا عن المدن.

## البنية التحتية
اعتبارًا من عام 2019، تخدم تايلاند التي يبلغ عدد سكانها 68 مليون نسمة 927 مستشفى حكومي و363 مستشفى خاص مع 9,768 وحدة رعاية صحية أولية مسؤولة عن صحة المواطنين على مستوى البلديات. لعبت عيادات الرعاية الصحية الأولية دورًا مهمًا في الصحة العامة في تايلاند. بالإضافة إلى ذلك، يوجد 25,615 عيادة خاصة.
تُقدم الرعاية الصحية الشاملة من خلال ثلاثة برامج: نظام رفاهية الخدمة المدنية للموظفين الحكوميين وأسرهم، ونظام الضمان الاجتماعي للموظفين في القطاع الخاص، وبرنامج التغطية الشاملة الذي بدأ في عام 2002 والذي يشمل جميع المواطنين التايلانديين الآخرين. تشارك بعض المستشفيات الخاصة في هذه البرامج، لكن معظمها يعتمد على الدفع الذاتي من المرضى أو التأمين الخاص. وفقًا للبنك الدولي، يغطي نظام الرعاية الصحية في تايلاند 99.5% من السكان.
تشرف وزارة الصحة العامة على السياسة الصحية الوطنية وتدير معظم المرافق الصحية الحكومية. يخصص «مكتب الأمن الصحي الوطني» (NHSO) التمويل من خلال برنامج التغطية الشاملة. وتشمل الهيئات الحكومية الأخرى المرتبطة بالصحة «معهد أبحاث نظام الصحة» (HSRI)، و«مؤسسة تعزيز الصحة التايلاندية» ("الصحة التايلاندية")، و«مكتب اللجنة الوطنية للصحة» (NHCO)، و«معهد الطوارئ الطبية في تايلاند» (EMIT). على الرغم من وجود سياسات وطنية تدعو إلى اللامركزية، لكن مقاومة تنفيذ هذه التغييرات لا تزال قائمة، إذ لا تزال وزارة الصحة العامة تتحكم بشكل مباشر في معظم جوانب الرعاية الصحية.
قدمت تايلاند إصلاحات للتغطية الصحية الشاملة في عام 2001، وكانت إحدى الدول القليلة ذات الدخل المتوسط المنخفض التي فعلت ذلك. أوقف نظام الرعاية الصحية المعتمد على اختبار القدرة المالية للأسر منخفضة الدخل وحل محله برنامج تأمين جديد وأكثر شمولًا، يُعرف بـ «مشروع 30 بات». يحصل الأفراد المنضمون إلى البرنامج على «بطاقة ذهبية» تتيح لهم الوصول إلى الخدمات الصحية في منطقتهم، وإذا لزم الأمر، يُحولون لتلقي العلاج التخصصي في مكان آخر.
تأتي معظم تمويلات الرعاية الصحية من الإيرادات العامة، ويُخصص التمويل للوحدات المتعاقدة للرعاية الأولية سنويًا بناءً على عدد السكان. وفقًا لمنظمة الصحة العالمية، جاء 65% من الإنفاق على الرعاية الصحية في تايلاند في عام 2004 من الحكومة، بينما جاء 35% من المصادر الخاصة. حققت تايلاند التغطية الشاملة بإنفاق منخفض نسبيًا على الصحة، لكنها تواجه تحديات كبيرة مثل ارتفاع التكاليف، التفاوتات، والازدواجية في الموارد.
على الرغم من توجيه الكثير من الانتقادات إلى الإصلاحات لكنها حظيت بشعبية كبيرة بين التايلانديين ذوي الدخل المنخفض، خاصة في المناطق الريفية، ونجت من تغيير الحكومة بعد الانقلاب العسكري عام 2006. في ذلك الوقت، ألغى وزير الصحة العامة، مونغكول نا سونغكلا رسوم الـ 30 بات وجعل البرنامج مجانيًا. لا يزال من غير الواضح ما إذا كان سيُعدّل البرنامج أكثر تحت حكم الحكومة العسكرية التي تولت السلطة في مايو 2014.
في عام 2009، بلغ الإنفاق السنوي على الرعاية الصحية 345 دولارًا دوليًا لكل شخص. وبلغ إجمالي الإنفاق حوالي 4.3% من الناتج المحلي الإجمالي. جاء 75.8% من هذا المبلغ من المصادر العامة و24.2% من المصادر الخاصة. بلغ معدل الأطباء 2.98 لكل 10,000 نسمة في عام 2004، وكان هناك 22 سريرًا في المستشفيات لكل 100,000 نسمة في عام 2002.
تشمل البيانات المتعلقة باستخدام الخدمات الصحية لعام 2008: انتشار وسائل منع الحمل بنسبة 81%، وتغطية الرعاية السابقة للولادة بنسبة 80% مع أربعة زيارات على الأقل، و99% من الولادات حضرها أفراد طبيون مهرة، و98% تغطية تحصين ضد الحصبة للأطفال في عمر سنة، و82% نجاح في علاج مرض السل الإيجابي للطاخة. كانت مصادر مياه الشرب المحسنة متاحة لـ 98% من السكان، واستخدم 96% مرافق الصرف الصحي المحسنة.

### المستشفيات
تُدير وزارة الصحة العامة معظم المستشفيات في تايلاند. تنظم إدارة التسجيل الطبي المستشفيات الخاصة، وتدير وحدات حكومية أخرى ومنظمات عامة أيضًا مستشفيات، بما في ذلك الجيش، والجامعات، والحكومات المحلية والصليب الأحمر.

### المناطق الصحية
تُقسم المحافظات المختلفة في تايلاند إلى ثلاث عشرة منطقة صحية. كل منطقة صحية مسؤولة عن تقديم الرعاية لحوالي 3 إلى 6 ملايين شخص يقيمون في تلك المحافظات. وتهدف إلى تحسين جودة الخدمات الطبية للمواطنين داخل تلك المنطقة وزيادة كفاءة تحويل المرضى إلى مستشفيات أخرى إذا كان هناك نقص في القدرة العلاجية داخل تلك المنطقة.